# Camilla e Rebecca Rosso
Camilla Rosso e Rebecca Rosso (Inglaterra, 6 de julho de 1994) são cantoras e atrizes inglesas e gêmeas idênticas. Elas são conhecidas por seus papéis como gêmeas Janice (Milly) e Jessica Ellis (Becky) em The Suite Life of Zack and Cody (2006-2008). Também são conhecidas por seus papéis como Annabelle "Annie" e Isabelle "Izzy" Woods em Legally Blondes, elas fizeram parte de um grupo chamado The Rosso Sisters.

## Carreira
Camilla e Rebecca foram descobertas quando elas foram escolhidas da platéia por um dos produtores executivos de The Suite Life of Zack & Cody em uma gravação ao vivo do show. Em seguida, fizeram um teste e conseguiram o papel das gêmeas Janice (Camilla) e Jessica (Rebecca). Elas apareceram em um total de sete episódios da série. Elas também apareceram em um episódio de  The Suite Life on Deck em Julho de 2010.
As gêmeas estavam no filme Legally Blondes, que foi lançado diretamente em DVD em 28 de abril de 2009 como uma continuação de Legally Blonde.

## Vida pessoal
Vivem atualmente em Los Angeles com sua mãe, pai, Aika (seu cachorro), e três irmãs Georgina (também atriz), Lola e Bianca Rosso.

## Filmografia
| Ano       | Filme ou série                  | Personagem                                | Notas       |
| --------- | ------------------------------- | ----------------------------------------- | ----------- |
| 2006-2008 | The Suite Life of Zack and Cody | Jessica e Janice Ellis                    | 7 episódios |
| 2009      | Legally Blondes                 | Isabelle "Izzy" e Annabelle "Annie" Woods |             |
| 2010      | The Suite Life on Deck          | Jessica e Janice Ellis                    | 1 episódio  |